# Ekaterina Zakharieva
Ekaterina Spasova Gecheva-Zakharieva (Bulgaars: Екатерина Спасова Гечева-Захариева) (Pazardzjik, 8 augustus 1975) is een Bulgaarse politica. Zij bekleedde ministerschappen in verschillende Bulgaarse kabinetten. Zo was zij minister van Regionale Ontwikkeling en Publieke Werken (2013, 2014), minister van Justitie (2015-2017) en minister van Buitenlandse Zaken (2017-2021). Ook was zij vicepremier.

## Biografie
Zakharieva werd geboren in Pazardzjik in 1975. Ze spreekt vloeiend Duits. Vanwege de beheersing van de Duitse taal was Zakharieva in staat om aan de Universiteit van Plovdiv te studeren. Ze studeerde rechten. Na het behalen van haar master was Zakharieva werkzaam als advocate. In 2003 verwierf ze een aanstelling als juridisch adviseur bij het ministerie van Milieu en Water. Vier jaar later werd Zakharieva aangesteld als algemeen directeur voor juridische en administratieve diensten op het ministerie. 
In 2009 werd Zakharieva onder minister-president Rosen Plevneliev benoemd tot minister van Regionale Ontwikkeling. Drie jaar later werd Plevneliev gekozen tot president van Bulgarije en werd Zakharieva aangesteld als secretaris van het presidentieel kabinet. In 2013 werd ze minister van Regionale Ontwikkeling en Publieke Zaken en vicepremier in het kabinet van Marin Rajkov. Deze termijn duurde slechts 3 maanden.
Na een korte terugkeer als minister van Regionale Ontwikkeling en Publieke Zaken in 2014, werd Zakharieva in december 2015 benoemd tot minister van Justitie in de tweede regering van Bojko Borisov. Zij volgde hiermee de tussentijds opgestapte Christo Ivanov op en vervulde deze positie tot januari 2017. Tussen mei 2017 en mei 2021 was Zakharieva vervolgens minister van Buitenlandse Zaken en vicepremier in het kabinet-Borisov III.